# Colebatch (Shropshire)
Colebatch é uma pequena vila e paróquia civil no sudoeste de Shropshire, Inglaterra. A população da Paróquia Civil no censo de 2011 era de 210.
A vila fica na A488, uma milha ao sul do Bishop's Castle, na estrada para Clun. Também nas proximidades, a leste, fica a vila de Lydbury North, enquanto o vilarejo de Cefn Einion fica a oeste.
Na vila, no lado oeste de um afluente do Rio Kemp, estão os restos de terraplenagem do Castelo Colebatch, um pequeno castelo de motte.
A vila recebeu o nome da família Colebatch, dona da vila e do castelo de Colebatch. Os descendentes incluem John Colebatch e Hal Colebatch. O nome era originalmente a palavra normanda d'Colebatche.